# マルクス・アエミリウス・レピドゥス・ポルキナ
マルクス・アエミリウス・レピドゥス・ポルキナ（ラテン語: Marcus Aemilius Lepidus Porcina、紀元前180年ごろ - 没年不詳）は、紀元前2世紀中頃の共和政ローマの政治家・軍人。紀元前137年に執政官（コンスル）を務めた。

## 出自
レピドゥス・ポルキナの属するアエミリウス氏族は、古代の歴史家によると、ローマで最も古い家系とされている。最古の18部族の一つが、この氏族名を名乗った。その祖先はピタゴラス、あるいは第二代ローマ王ヌマ・ポンピリウスともされる。プルタルコスが引用している一説ではアイネイアースとラウィーニアの間の娘がアエミリアで、初代ローマ王ロームルスを生んだとしている（通説ではレア・シルウィアが母）。アエミリウス氏族のうち、レピドゥスのコグノーメン（第三名、家族名）を持つもので最初に執政官となったのは、紀元前285年のマルクス・アエミリウス・レピドゥスである。
カピトリヌスのファスティによると、ポルキナの祖父のプラエノーメン（第一名、個人名）はマルクスだが、祖父の部分は欠損しており不明である。父は紀元前187年と紀元前175年に二度の執政官を務めたマルクス・アエミリウス・レピドゥス と想定される。一方で、執政官マルクスは祖父であり、父は紀元前190年のマグネシアの戦いにトリブヌス・ミリトゥム（高級士官）として参戦したマルクス・アエミリウス・レピドゥスとの説もある。
アッピアノスは、デキムス・ユニウス・ブルトゥス・カッライクスをポルキナの親戚としているが、詳しい間柄は不明である。

## 経歴
執政官就任年とウィッリウス法の規定から、現代の研究者はポルキナの生誕年を紀元前180年ごろと推定している。現存する歴史資料にポルキナが最初に登場するのは、執政官に就任した紀元前137年である。しかし遅くとも紀元前140年にはプラエトル（法務官）を務めたと考えられており、その職権があったからこそ、領土問題解決のためにローマに来訪したマグネシアとプリエネの外国使節を元老院に紹介したと考えられている。
ポルキナの同僚執政官は、プレブス（平民）のガイウス・ホスティリウス・マンキヌスであり、マンキヌスはヒスパニア・キテリオルへ派遣された。ローマに残ったポルキナは、護民官ルキウス・カッシウス・ロンギヌス・ラウィッラが提出した、民会での無記名投票を求める法案に反対しようとしたが、これには失敗し法案は成立した。おそらく秋ごろに、マンキヌスがヌマンティアに敗北し、恥ずべき講和条約を結んだとの報告がローマに届いた。これに激怒した元老院は、マンキヌスの指揮権を剥奪し、ポルキナを派遣した。
ヌマンティアとのとの関係はしばらく不透明なままであったが（ローマではマンキヌスの条約を批准するかどうかについて激しい議論が行われていた）、一方でポルキナは戦争と勝利を望んでいた。このため、紀元前136年になって、ポルキナはヌマンティアと同盟したとしてワッカエイ族を攻撃した。ポルキナは親戚で隣接するヒスパニア・ウルテリオル総督のデキムス・ユニウス・ブルトゥス（後のカッライクス）からの支援を受けていた。両人共にプロコンスル（前執政官）としてインペリウム（軍事指揮権）を有していたが、協力してパランティアの街を包囲した。このとき、ローマから二人の特使、ルキウス・コルネリウス・キンナとルキウス・カエキリウス・メテッルス・カルウスが到着し、戦争の禁止を明確に伝えた。しかしポルキナはこれを無視し、元老院はワッカエイがヌマンティアを支援したことを考慮しておらず、またブルトゥスの協力が期待できること、さらにこの時点で撤退することの危険性を特使に伝えた。
しかし、パランティアの包囲は長引き、ローマ軍は深刻なな補給不足に見舞われた。彼らは輜重用の動物もすべて食べ尽くし、それでも多くの兵士が餓死した。ポルキナとブルトゥスは「長期間飢餓に耐えていた」が、最終的には夜間撤退という最も予想外の命令を出した。その結果、撤退というよりは、むしろ逃走に近いものとなった：兵士たちは負傷者や病人、自分たちの武器さえも投げ捨て、何の秩序もなく逃げ去った。これを利用したパランティア軍は翌日も終日ローマ軍を追撃し、大損害を与えた（オロシウスは6,000人の死者を出したと語っている）。夜になっても、ローマ軍は野営地を設営することもできなかったが、理由は不明だがパランティア軍は追撃を止めて去った。その理由として、紀元前136年3月31日から4月1日の夜にかけて、月食があったためとの推定もある。
元老院がこのことを知ると、直ちに反応した。ポルキナは直ちに任地から呼び戻され、其の年の執政官の一人であるルキウス・フリウス・ピルスが代わって派遣された。ポルキナはローマに戻り、無許可の宣戦布告のために罰金を科された。古代の資料は、ポルキナの敗北をマンキヌスの屈辱的な講和と同様に、憎むべきものとして扱っている。
ポルキナに関する最後の記録は紀元前125年のものである。時のケンソル（監察官）グナエウス・セルウィリウス・カエピオとルキウス・カッシウス・ロンギヌス・ラウィッラが、ポルキナを贅沢が過ぎると処罰した。ガイウス・ウェッレイウス・パテルクルスはこれを道徳の進化の一例としてあげており、パテルクルスが生きたローマ帝国初期では、このような豪華な家の持ち主を元老院議員と考える人はほとんどいなかったということを指摘している。

## 知的活動
キケロは、ポルキナがかつて「最も偉大な弁論家」と認識されていたと書いている。弟子であるティベリウス・センプロニウス・グラックス（グラックス兄）とガイウス・パピリウス・カルボもまた雄弁家として有名であった。

## 参考資料

### 古代の資料
- アッピアノス『ローマ史』
- ガイウス・ウェッレイウス・パテルクルス『ローマ世界の歴史』
- カピトリヌスのファスティ
- オロシウス『異教徒に反論する歴史』
- プルタルコス『対比列伝』
- マルクス・トゥッリウス・キケロ『ブルトゥス』

### 研究書
- Simon G. The Wars of Rome in Spain. - M .: Humanitarian Academy, 2008. - 288 p. - ISBN 978-5-93762-023-1 .
- Broughton R. Magistrates of the Roman Republic. - New York, 1951. - Vol. I. - P. 600.
- Klebs E. Aemilius // Paulys Realencyclopädie der classischen Altertumswissenschaft . - 1893. - Bd. I, 1. - Kol. 543-544.
- Klebs E. Aemilius 83 // Paulys Realencyclopädie der classischen Altertumswissenschaft . - 1893. - Bd. I, 1. - Kol. 566-567.
- Münzer F. The Roman aristocratic parties and families. - Baltimore: Johns Hopkins University Press, 1999 .-- 486 p. - ISBN 978-0801859908 .
- Settipani C. Continuité gentilice et continuité sénatoriale dans les familles sénatoriales romaines à l'époque impériale. - Oxford, 2000 .-- 597 p. - ISBN 1-900934-02-7 .
- Sumner G. Orators in Cicero's Brutus: prosopography and chronology. - Toronto: University of Toronto Press, 1973.- 197 p. - ISBN 9780802052810 .